# LY Андромеды
LY Андромеды (лат. LY Andromedae) — двойная затменная переменная звезда типа W Большой Медведицы (EW) в созвездии Андромеды на расстоянии приблизительно 2516 световых лет (около 771 парсека) от Солнца. Видимая звёздная величина звезды — от +14,8m до +14,1m. Орбитальный период — около 0,3451 суток (8,2812 часов).

## Характеристики
Первый компонент — жёлтая звезда спектрального класса G2. Радиус — около 1,27 солнечного, светимость — около 1,491 солнечной. Эффективная температура — около 5752 K.